# Bernard Werber
Bernard Werber (* 18. září 1961, Toulouse) je francouzský sci-fi spisovatel a novinář.

## Život a dílo
Jeho nejznámějším dílem je Mravenčí trilogie (Mravenci; Den mravenců; Revoluce mravenců). Věnuje se často i tématům jako jsou duchové (Říše andělů) či zážitky blízké smrti (Tanatonauti - Cestovatelé za hranice smrti). Řadu let přispíval do vědecké rubriky časopisu Le Nouvel Observateur. Jeho knihy byly přeloženy do 35 jazyků a prodalo se jich 15 milionů výtisků.